# Le Mesnil-Thomas
Le Mesnil-Thomas – miejscowość i gmina we Francji, w Regionie Centralnym, w departamencie Eure-et-Loir.
Według danych na rok 1990 gminę zamieszkiwało 250 osób, a gęstość zaludnienia wynosiła 15 osób/km² (wśród 1842 gmin Regionu Centralnego Le Mesnil-Thomas plasuje się na 891. miejscu pod względem liczby ludności, natomiast pod względem powierzchni na miejscu 804.).